# Alfonso León de Garay Castro
Alfonso León de Garay Castro (* 31. Januar 1920 in Puebla; † 21. Oktober 2002) war ein mexikanischer Strahlenbiologe und Botschafter.

## Leben
Alfonso León de Garay Castro studierte an der Benemérita Universidad Autónoma de Puebla chirurgische Psychiatrie. Am 30. Januar 1976 erwarb einen Master of Science in Biologie und im Oktober 1978 einen PhD in Biologie an der UNAM.
Alfonso de Garay wurde von Alfonso Ortiz Tirado, dem Präsidenten der Comisión Nacional de Energía Nuclear (mexikanische Atomenergiekommission) sowie Alexander Hollaender gefördert und konnte sich so 1957 im Oak Ridge National Laboratory in Strahlenbiologie fortbilden.
1958 nahm er an einem internationalen Kurs über Techniken mit Radionukliden im Centro de la Oficina Sanitaria Panamericana in Puerto Rico teil.
1959 bis 1960 erhielt er ein Stipendium von der internationalen Atomenergie-Organisation.
de Garay studierte Humangenetik bei Lionel Penrose im Galton Laboratory der University College London.
In dieser Zeit nahm an Kursen zum Strahlenschutz, zu Techniken mit Radionukliden und Autoradiographie in den Einrichtungen von Harwell teil.
1960 gründete die Abteilung Biologie am Instituto Nacional de Investigaciones nucleares (ININ).
Von 1960 bis 1971 leitete de Garay das strahlenbiologische Genetikprogramm der mexikanischen Atomenergiekommission.
Von 1961 bis 1962 war de Garay über Radionukliden am Weizmann Institut in Rechovot fortgebildet.
1963 gründete de Garay das Institut für Genetik an der Medizinschule der Universidad Autonoma de Puebla, die er bis 1971 leitete.
Von 1965 bis 1978 gab er Vorlesungen in Populationsgenetik, Evolutionäre Genetik und Strahlenbiologie an der UNAM. 
1966 nahm de Garay an einem Genetikkurs am American College of Physicians im Johns Hopkins Hospital in Baltimore, USA teil.
1966 gründete de Garay die Sociedad Mexicana de Genética und setzte sich ihr vor.
Von 1968 bis 1969 war de Garay Mitglied einer Expertengruppe, welche für die Vereinten Nationen die Wirkungen der Weiterverbreitung von Kernwaffen untersuchten und von 1971 bis 1972 de Garay Gesandter in Wien bei den einschlägigen Gremien der Vereinten Nationen,
wie Internationale Atomenergie-Organisation und der Organisation der Vereinten Nationen für industrielle Entwicklung.
De Garay war außerdem Berater der mexikanischen Delegation bei UNSCEAR und war zum Berater von UN-Generalsekretär U Thant ernannt worden.
Für die Olympischen Sommerspiele 1968 verlegte er das Buch Genetic and Anthropological Studies of the Olympic Athlets von L. Levine.
Von 1989 bis 1991 war er unter Carlos Salinas de Gortari Director des Consejo de Salubridad General de la Presidencia de la República, von 1991 bis 1992 beteiligte de Garay sich am Tschernobyl-Ecologycal Science Network.